# Empathogen
Ein Empathogen ist ein Wirkstoff, der dazu führt, dass die unter seinem Einfluss stehende Person das Gefühl hat, mit anderen Menschen zusammen eine Einheit zu bilden, sie zu verstehen, mit ihnen gemeinsam zu fühlen. Der Begriff setzt sich aus empátho (altgriechisch ἐμπάθω, „mitfühlen“; vergleiche Empathie) und der Endung -gen (von altgriechisch γένεσις, génesis, „Entstehung“) zusammen.
MDMA (häufig enthalten in Ecstasy) dürfte das bekannteste Beispiel einer Substanz mit dieser Wirkung sein. Ein weiteres Beispiel ist die Designerdroge Methylon (auch bekannt als MDMC (3,4-Methylendioxy-N-methylcathinon) ). Es ist das β-Keton-Analogon („bk-MDMA“) des 3,4-Methylendioxy-N-methylamphetamins (MDMA).
Bis zum Verbot in den 1980er Jahren wurden empathogen wirkende Drogen gerne in der Psychotherapie eingesetzt (siehe Psychotherapie mit Psychedelika), da sich der Patient unter ihrem Einfluss seinem Therapeuten öffnet und dieser leichteren Zugang zum Patienten und dieser leichter zu sich selbst findet.
Stoffe, bei denen eine empathogene Wirkung nachgewiesen werden konnte, sind beispielsweise:
- MDMA und MDA
- Oxytocin
- 4-Fluoramphetamin

## Eingeschränkte soziale Wahrnehmung
Eine neuere Studie, in der das soziale Verhalten unter Einfluss von MDMA gemessen wurde, zeigte eine verminderte Wahrnehmung von bedrohlichen Gesichtsausdrücken. Die Autoren der Studie schlossen daraus, dass durch die Droge soziale Annäherung – hier durch Ausblenden von Risiken – gefördert wurde und nicht soziale Einfühlung (Empathie). Dies bedeutet auch, dass die Gewaltbereitschaft bei Konflikten potenziell erhöht ist. Die Ergebnisse wurden bestätigt durch eine andere Studie, bei der MDMA die Wahrnehmung simulierter sozialer Zurückweisung verminderte. Zwei weitere Studien zeigten, dass MDMA die Wahrnehmung negativer Gefühle anhand von ängstlichen, ärgerlichen, feindseligen und traurigen Gesichtern behinderte.